# Lasius nipponensis
Lasius nipponensis (лат.) — вид муравьёв из рода Lasius (подсемейство Formicinae). Эндемик Дальнего Востока: Россия (Приморский край), КНДР, Южная Корея, Тайвань, Япония.

## Описание
Чёрные блестящие муравьи, обитающие в древесине. Длина около 5 мм. Близок к Lasius capitatus и другим видам подрода Dendrolasius, от которых отличается опушением, сужающейся кверху чешуйкой петиоля и наличием затылочного киля. Вид был впервые описан по материалам из Японии в 1912 году швейцарским мирмекологом Огюстом Форелем (A. Forel) в качестве вариетета под первоначальным названием Lasius fuliginosus var. nipponensis Forel, 1912. В 1941 году впервые установлен в видовом статусе (Santschi, 1941), в 1955 году синонимизован с Lasius fuliginosus, в 2002 году снова восстановлен в статусе отдельного вида.